# Недашковская, Раиса Степановна
Раиса Степановна Недашковская (укр. Раїса Степанівна Недашківська; род. 17 февраля 1943 года, Малин, Житомирская область) — советская и украинская актриса театра и кино. Народная артистка Украины (1993).

## Биография
Родилась 17 февраля 1943 года в городе Малин в  Украине. С детства занималась танцами, была солисткой хореографического ансамбля.
В 1960 году исполнила в фильме Виктора Ивченко «Лесная песня» роль Мавки.
Окончила в 1965 Киевский театральный институт - педагог курса Ивченко Виктор Илларионович. Курс Раисы состоял из тринадцати юношей и девушек вместе с ней: Алла Волошина (Ракова), Иван Симоненко, Юрий Гаврилюк, Виктор Степаненко, Виталий Дорошенко, Алексей Кондратенко, Гафия Кополовец, Светлана Сологуб (Кондратова), Иван Миколайчук, Зоя Недбай, Борислав Брондуков и Валерий Бессараб. Четверо из курса в последующем оставили работу в кино.
В год окончания института стала актрисой Киевской киностудии имени А. Довженко.
Одной из лучших её работ стало исполнение главной роли в фильме «Телефонистка».
В 1980—1993 годах работала в Киевском Молодом театре, на сцене которого играла главные роли в спектаклях «Сирано де Бержерак», «За двумя зайцами» и других. Создатель нескольких моноспектаклей.
С 1994 по 2001 годы Раиса Недашковская — художественный руководитель Театра «Под звёздным небом». Была вице-президентом Славянского форума искусств «Золотой Витязь». В настоящее время — первый заместитель Председателя правления Национального Союза театральных деятелей Украины.

## Театр

### Киевский Молодой театр
- 1980 — «За двумя зайцами» М. Старицкого; режиссёр В. Шулаков — Секлета Филипповна Лымариха
- «Сирано де Бержерак» Э. Ростана; режиссёр В. Шулаков
- «Канте Хондо» (моноспектакль) по произведениям Ф. Лорки

## Фильмография
| Год       |     | Название                     | Роль                                |
| --------- | --- | ---------------------------- | ----------------------------------- |
| 1961      | ф   | Лесная песня                 | Мавка                               |
| 1961      | ф   | Дмитро Горицвит              | Марьяна                             |
| 1962      | ф   | Телефонистка                 | Мехрибан                            |
| 1962      | ф   | Путешествие в апрель         | Мариуца                             |
| 1964      | ф   | Царская невеста              | Марфа                               |
| 1964      | ф   | Тропы Алтая                  | Рита                                |
| 1964      | ф   | Сон                          | Причинная                           |
| 1965      | ф   | Хочу верить                  | Галя Наливайко                      |
| 1965      | ф   | Гадюка                       | Лялечка Варенцова                   |
| 1966      | ф   | Формула радуги               | Люся Петрова                        |
| 1967      | ф   | Комиссар                     | Мария Магазанник                    |
| 1968      | ф   | Ошибка Оноре де Бальзака     | Анна Мнишек                         |
| 1968      | ф   | Шаги по земле                | Аня                                 |
| 1970      | ф   | Хлеб и соль                  | Фросина                             |
| 1970      | мтф | Мир хижинам, война дворцам   | Роза                                |
| 1971      | тф  | Алло, Варшава!               | Рената                              |
| 1971      | ф   | Лада из страны берендеев     | Гамаюн                              |
| 1972      | ф   | Юлька                        | Валентина Романовна, мастер         |
| 1972      | тф  | Познай себя                  | Галка                               |
| 1973      | ф   | Надо любить                  | Айна                                |
| 1974      | мтф | Рождённая революцией         | Анна Васильевна Савельева           |
| 1977      | ф   | Приглашение к танцу          | Имя персонажа не указано            |
| 1978      | ф   | А счастье рядом              | Рано                                |
| 1979      | ф   | Вавилон XX                   | Рузя                                |
| 1979      | мтф | Выгодный контракт            | Вера                                |
| 1979      | ф   | На ринг вызывается…          | журналистка                         |
| 1980      | тф  | Страх                        | Имя персонажа не указано            |
| 1981      | ф   | Ярослав Мудрый               | Рогнеда                             |
| 1985      | мтф | Кармелюк                     | вдова                               |
| 1985      | ф   | Суета                        | Явдоха                              |
| 1986      | ф   | На острие меча               | сестра Турчина                      |
| 1986      | тф  | Красные башмачки             | Орина                               |
| 1986      | тф  | Право решать                 | Гозель                              |
| 1989      | ф   | Биндюжник и Король           | Нехама                              |
| 1990      | ф   | Меланхолический вальс        | мать Софи                           |
| 1990      | ф   | Буйная                       | Катерина Белокур                    |
| 1991      | ф   | Феофания, рисующая смерть    | мать Феофании                       |
| 1991      | тф  | Народный Малахий             | Агапия                              |
| 1991      | ф   | Чудо в стране забвения       | Вьюцка                              |
| 1992      | ф   | Голос травы                  | Жабуниха                            |
| 1993      | тф  | Сад Гефсиманский             | Имя персонажа не указано            |
| 1994      | ф   | Дорога на Сечь               | мать Орыси                          |
| 1995      | ф   | Объект «Джей»                | Имя персонажа не указано            |
| 1997      | с   | Роксолана                    | Лисовская, мать Насти               |
| 2001      | ф   | Молитва о гетмане Мазепе     | ведьма                              |
| 2002      | ф   | Тайна Чингисхана             | Бортэ                               |
| 2006      | с   | Утёсов. Песня длиною в жизнь | повитуха, принимавшая Лёдика / Эдит |
| 2007      | ф   | Одна любовь души моей        | Ольга Ильинская                     |
| 2010—2013 | с   | Ефросинья                    | Глафира, ведьма                     |

## Документальный фильм о судьбе и творчестве актрисы
- 2010 — «Світло Раїси Недашківської» (Свет Раисы Недашковской): Телерадиокомпания «Глас», Украина; режиссёр — Людмила Михалевич.

## Факты
- Фамилия актрисы происходит от названия хутора Недашки, впоследствии ставшего селом[источник не указан 2330 дней].

## Признание и награды
- Заслуженная артистка Украинской ССР (1969)
- Гран При за лучшую женскую роль в фильме «А счастье рядом» (1979)
- Лауреат премии «Ника» в номинации «Роль второго плана» за роль Марии в фильме «Комиссар» (1988)[5]
- Народная артистка Украины (1993)
- Международный кинофестиваль «Белый аист» — лучшая женская роль (1993)
- Гран При за лучшую женскую роль в фильме «Голос травы» на авторском фестивале «Созвездие» (1994)
- Специальный приз кинофестиваля «Стожары» за весомый вклад в киноискусство (1997).
- Орден княгини Ольги I степени (2016)[6]
- Орден княгини Ольги II степени (2009)[7]
- Орден княгини Ольги III степени (2000)[8]
- Медаль «За трудовое отличие»
- На Международном кинофестивале «Золотой витязь» получила премию имени С. Ф. Бондарчука за вклад в искусство (1998)
- Премия Ленинского комсомола имени Н. Островского
- Почётная грамота Верховной Рады Украины